# 인민위원평의회

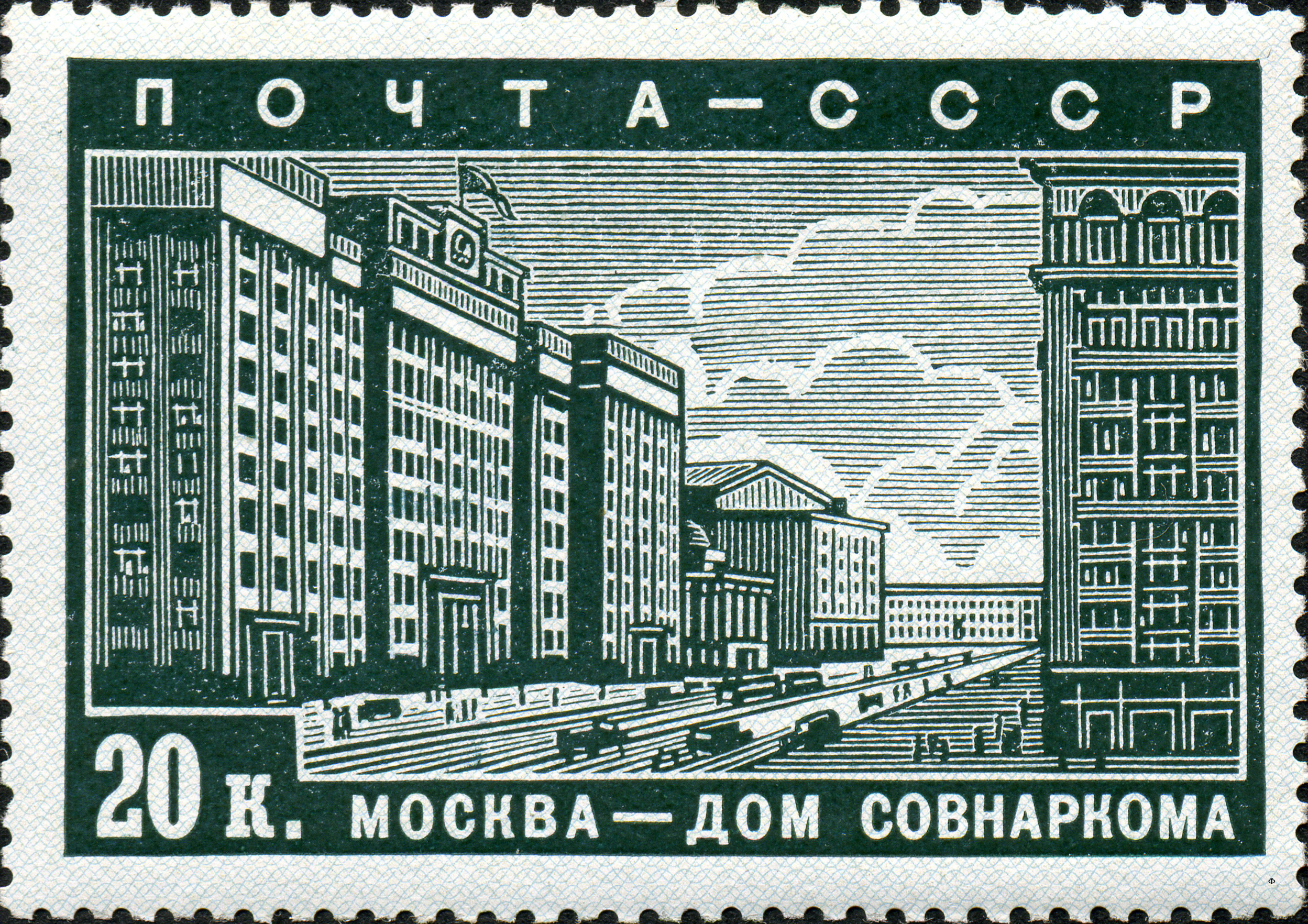

인민위원평의회(러시아어: Сове́т наро́дных комисса́ров 소베트 나로드니흐 콤미사로프[*])은 1917년 러시아 10월 혁명 직후 만들어진 정부기구이다. 러시아 공화국을 소련 체제로 개편하는 기틀을 놓은 체제로서, 볼셰비키들에게 장악되어 소비에트 체제의 최고위 행정권력기관으로 진화했다. 약칭은 소브나르콤(Совнарко́м)이다.
1918년 RSFSR 헌법은 소브나르콤의 역할을 다음과 같이 공식화했다. 소브나르콤은 국가 업무 전반의 행정을 담당하며, 소비에트 의회 앞에 책임을 진다. 헌법은 의회가 소집되지 않았을 경우 소브나르콤이 완전한 입법권을 가질 수 있게 했다. 이렇게 만들어진 법안은 다음 회기에 열린 의회가 도장을 찍는다.
1922년 12월 소비에트 사회주의 공화국 연방이 건국되자 소련 소브나르콤은 러시아 소브나르콤을 그대로 모방해서 만들어졌고, 1946년 소련 장관평의회로 개편된다.

## 초기 위원 목록
| 인민위원                   | 초대 재임자                 | 사망          |
| -------------------------- | --------------------------- | ------------- |
| 주석                       | 블라디미르 레닌             | 1924년 자연사 |
| 서기                       | 니콜라이 고르부노프         | 1938년 처형   |
| 농무인민위원               | 블라디미르 밀류틴           | 1937년 처형   |
| 군사해사업무인민위원평의회 | 니콜라이 크릴렌코(전쟁대학) | 1938년 처형   |
| 군사해사업무인민위원평의회 | 파벨 디벤코 (해군학)        | 1938년 처형   |
| 교역산업인민위원           | 빅토르 노긴                 | 1924년 자연사 |
| 교육인민위원               | 아나톨리 루나차르스키       | 1933년 자연사 |
| 식품인민위원               | 이반 테오도로비치           | 1937년 처형   |
| 외무인민위원               | 레프 트로츠키               | 1940년 암살   |
| 내무인민위원               | 알렉세이 리코프             | 1939년 처형   |
| 법무인민위원               | 그리고리 옵포코프           | 1937년 처형   |
| 노무인민위원               | 알렉산드르 슬럅니코프       | 1937년 처형   |
| 민족인민위원               | 이오시프 스탈린             | 1953년 자연사 |
| 우정전신인민위원           | 니콜라이 글레보프아빌로프   | 1937년 처형   |
| 철도인민위원               | (공석)                      |               |
| 재무인민위원               | 이반 스크보르토프스테파노프 | 1928년 자연사 |
| 사회복지인민위원           | 알렉산드라 콜론타이         | 1952년 자연사 |